# Adjuvilo
Adjuvilo – sztuczny język pomocniczy bazujący na esperancie, stworzony w 1910 r. przez Claudiusa Colasa, francuskiego esperantystę używającego pseudonimu „Profesoro V. Esperema”. Chociaż adjuvilo jest kompletnym językiem, nigdy nie został użyty do mówienia. Pomyślany został raczej jako kompromis między esperantem a rozwijającym się wtedy silnie językiem ido. Niektórzy dopatrywali się w jego powstaniu próby doprowadzenia do rozdźwięków w nabierającym znaczenia ruchu ido.
Przykładowy tekst (modlitwa „Ojcze Nasz”):
Patro nosa, qua estan en cielos, santa esten tua nomo, advenen tua regno, esten tua volo, quale en cielos, tale anke sur la tero; nosa panon omnadaga donen a nos hodie; nosas ofendos pardonen a nos, quale nos pardonan a nosas ofendantos e ne lasen nos fali en tento, ma liberifen nos de malbono.